# G350.1-0.3
G350.1-0.3 – pozostałość po supernowej położona w gwiazdozbiorze Skorpiona w odległości około 14 700 lat świetlnych od Ziemi w stronę centrum Drogi Mlecznej. Wiek tej pozostałości szacuje się na 600 do 1200 lat. G350.1-0.3 jest związana z gwiazdą neutronową XMMU J172054.5-37265. Obiekt był także nieprawidłowo zaklasyfikowany jako odległa galaktyka.
G350.1-0.3 jest bardzo jasnym radioźródłem położonym w wewnętrznej części Drogi Mlecznej. Początkowo został zidentyfikowany jako radioźródło dzięki porównaniu obserwacji dokonanych przez radioteleskopy Molonglo Observatory Synthesis Telescope i Parkes Observatory w latach 1973 i 1975. Późniejsze obserwacje dokonane w latach 80. wskazały na bardzo nieregularną morfologię obiektu, znacząco różniącą się od innych znanych pozostałości po supernowych. Obiekt zaczął być wówczas klasyfikowany jako radiogalaktyka bądź gromada galaktyk i w katalogach pozostałości supernowych był już całkowicie pomijany bądź też oznaczany jako „kandydat na pozostałość”. G350.1-0.3 został częściowo „zapomniany”.
Badania opublikowane w 2008, bazujące na nowych obserwacjach dokonanych przez teleskop XMM-Newton i wcześniejszych danych obserwacyjnych, pokazały jednak ostatecznie, że G350.1-0.3 jest pozostałością po wybuchu supernowej. Obserwacje pokazały, że nieregularny i niezwykły kształt obiektu został spowodowany przez znajdującą się w pobliżu eksplozji gęstą chmurę gazu, która przeszkodziła w równomiernym rozprzestrzenieniu się fali uderzeniowej i dała pozostałości unikatowy, rozciągnięty kształt. Obserwacje pokazały także, że źródło promieniowania rentgenowskiego znane jako XMMU J172054.5-372652 jest pozostałością po samej supernowej. Obiekt porusza się z bardzo dużą prędkością rzędu 4,8 milionów kilometrów na godzinę, co wskazuje na to, że eksplozja supernowej musiała być bardzo niesymetryczna, aby nadać mu tak dużą siłę wyrzutu. Z podobną prędkością porusza się inna znana gwiazda neutronowa – RX J0822-4300 będąca częścią pozostałości Puppis A.
G350.1-0.3 rozciąga się na odległość około ośmiu lat świetlnych, wiek obiektu szacowany jest na około 600-1200 lat i jest to jedna z najmłodszych znanych pozostałości w Drodze Mlecznej. Wybuch supernowej nie był prawdopodobnie widoczny z Ziemi. Widziana z Ziemi gwiazda jest przesłonięta gęstym pyłem międzygwiezdnym.